# أرجوك أعطي (فلم)
أرجوك اعطي (بالإنجليزية: Please Give) فيلم كوميديا سوداء لعام 2010 من تأليف وإخراج نيكول هولوفسينر وبطولة كاثرين كينر. إنه الفيلم الرابع الذي يصنعه كينر وهولوفسينر معًا. الفيلم من بطولة أماندا بيت وأوليفر بلات وآن جيلبرت. كان هذا أيضًا آخر دور سينمائي لغيلبرت قبل وفاتها في عام 2016.

## طاقم التمثيل
- كاثرين كينر: في دور كيت
- أوليفر بلات: في دور أليكس
- آن مورجان جيلبرت: في دور أندرا
- أماندا بيت: في دور ماري
- ريبيكا هول: في دور ريبيكا
- إليزابيث كينر: في دور كاثي
- سارة ستيل: في دور آبي[2]

## ملخص أحداث الفيلم
كيت (كاثرين كينر) وأليكس (أوليفر بلات) زوجان يعيشان في شقة بمدينة نيويورك مع ابنتهما المراهقة آبي (سارة ستيل). تمتلك كيت وأليكس متجر أثاث متخصص في الأثاث الحديث المستعمل. يشتروا الشقة المجاورة لشقتهم، لكن ساكنتها، المسنة وذات الغرابة أندرا (آن مورجان جيلبرت)، ستبقى فيها حتى تموت. أندرا لديها حفيدتان، ريبيكا (هول) المطيعة والسخية، وفنية تصوير الثدي بالأشعة السينية، وماري (بيت)، وهي خبيرة تجميل ساخرة وحادة اللسان.

## استقبال الفيلم
منح موقع الطماطم الفاسدة الفيلم تقييم 87% بناء على آراء 141 ناقد، ومنح موقع ميتاكريتيك تقييم 78% بناء على آراء 35 ناقد.

## وصلات خارجية
- مقالات تستعمل روابط فنية بلا صلة مع ويكي بيانات